# Martín Vladimir Rodríguez
Martín Vladimir Rodríguez Torrejón (Diego de Almagro, 5 agosto 1994) è un calciatore cileno, centrocampista del Ñublense.

## Palmarès

### Club

#### Competizioni nazionali
- Campionato cileno: 2

Huachipato: Clausura 2012
Colo-Colo: 2015-2016 Apertura
- Copa Chile: 1

Colo-Colo: 2016